# Бєлінський (місто)
Бєлінський (рос. Бели́нский) — місто та адміністративний центр Бєлінського району Пензенської області, Росія, розташоване в місці злиття річок Великий Чембар і Малий Чембар, 129 кілометрів на захід від Пензи, адміністративного центру області. Населення: 8,382 , за переписом 2025 р.
До 1948 року — Чембар.

## Історія
Вперше згадується у 1713 році. 1780 року йому надано статус міста та названо Чембар. У 1798 році статус міста скасовано, але 1801 року відновлено.
У 1948 році місто перейменували на честь Віссаріона Бєлінського, який провів тут дитинство.

## Адміністративний і муніципальний статус
У рамках адміністративного поділу Бєлінський є адміністративним центром Бєлінського району. Утворює муніципальне утворення «місто Бєлінський» зі статусом міського поселення як єдиний населений пункт у його складі.

## Відомі мешканці
- Олександр Бичков (нар. 1988), серійний убивця 2009—2012
- Мирослав Катетов (1918—1995), чеський математик, шаховий майстер і психолог